# GSP Beograd
Pour les articles homonymes, voir GSP.
GSP Beograd (en serbe cyrillique : ГСП Београд) est une société qui gère les transports publics de Belgrade, la capitale de la Serbie. GSP est un sigle pour Gradsko saobraćajno preduzeće (Градско саобраћајно предузеће), « Compagnie de transport de la ville ». GSP emploie environ 7 000 personnes.

## Histoire

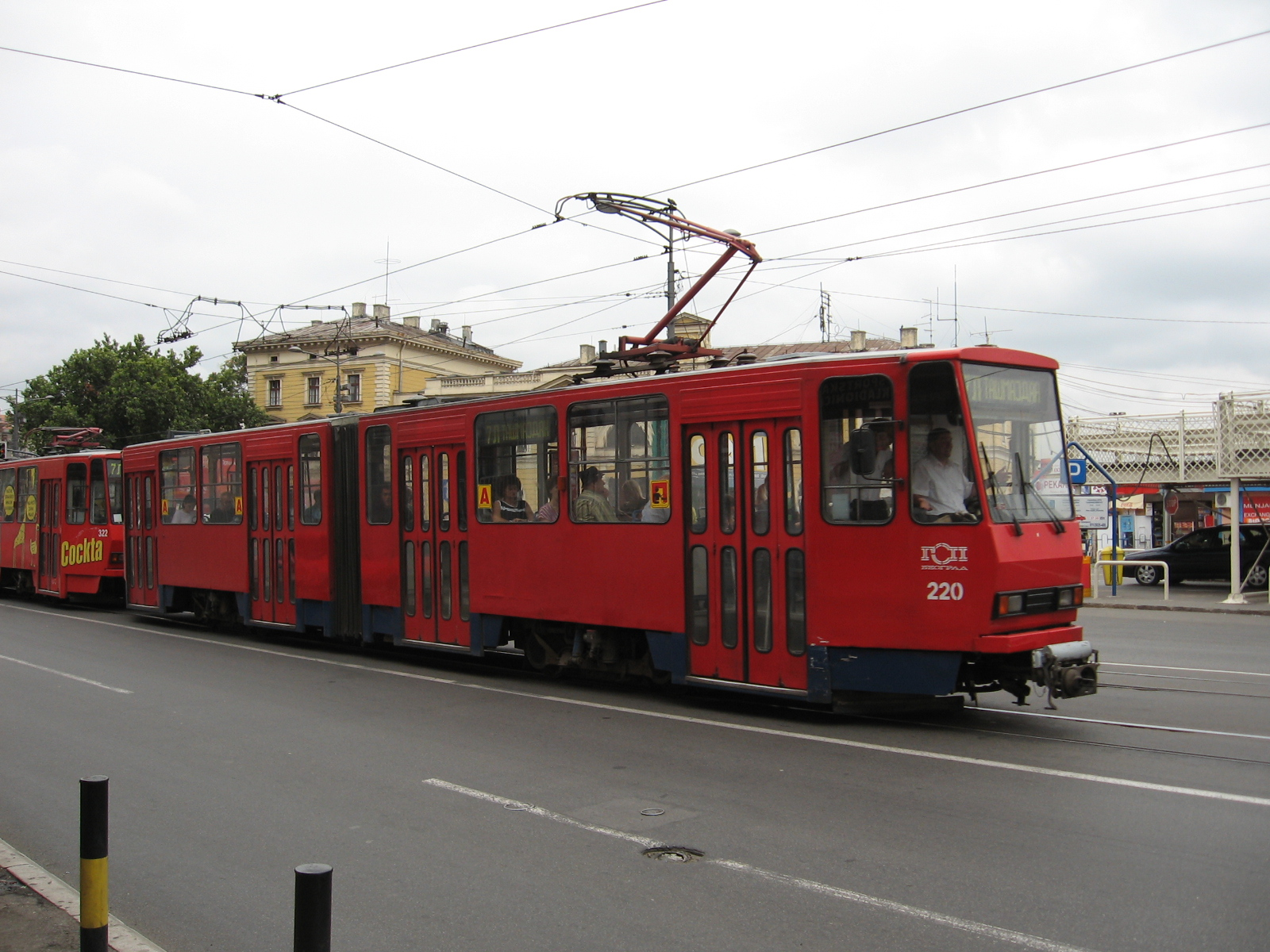
Tram de la ligne 7L à Belgrade

Le 14 octobre 1892 fut ouverte la première ligne de tramway de Belgrade, reliant la place de Slavija et Terazije. La compagnie de transport était connue sous le nom de Beogradska varoška železnica (Београдска варошка железница), le « Chemin de fer de la ville de Belgrade ». À cette époque, les voitures étaient tirés par des chevaux. La première ligne d'autobus fut ouverte en 1925 et, en 1947, les premiers trolleybus firent leur apparition dans la capitale.

## Aujourd'hui

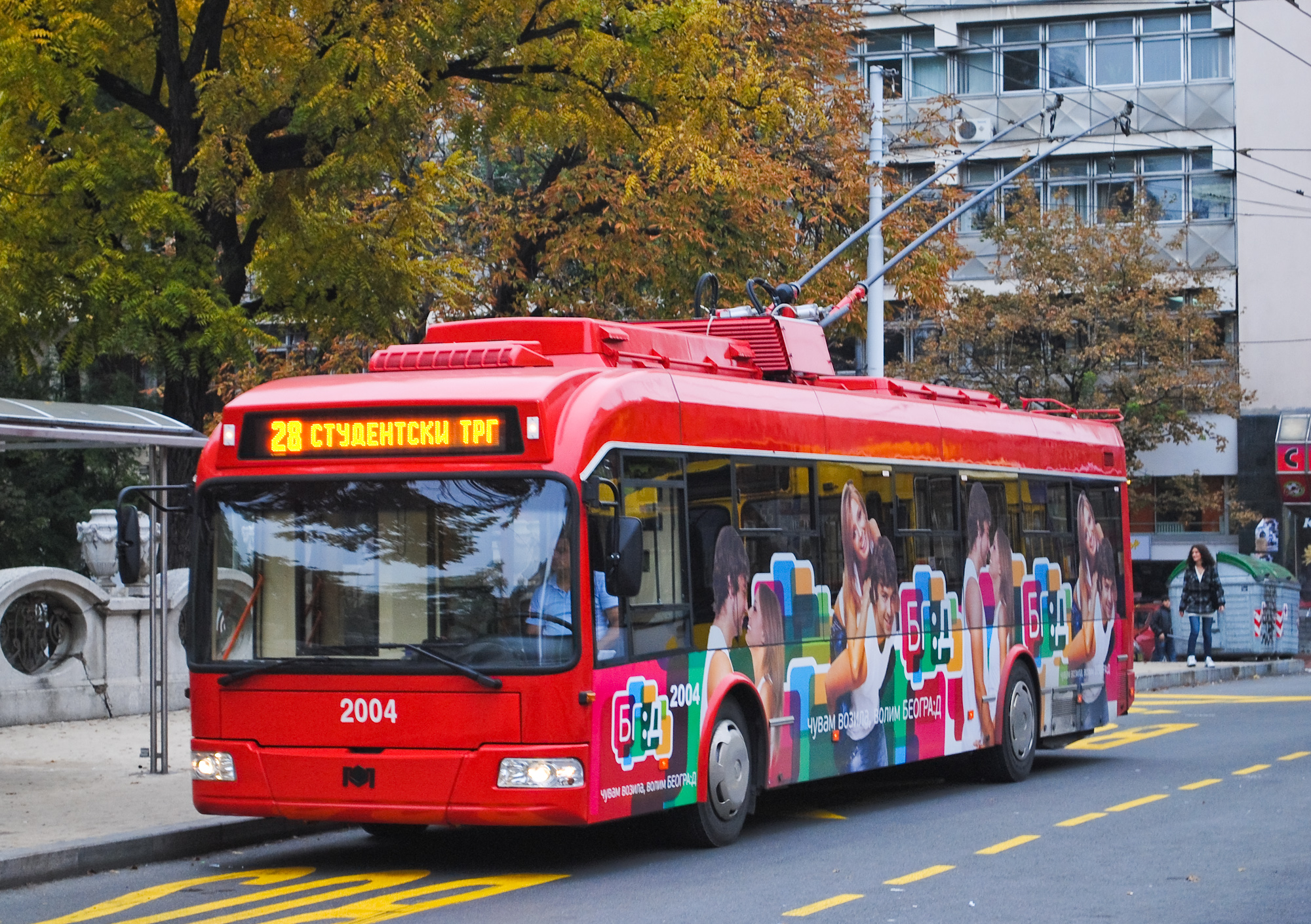
Trolleybus de la ligne 28

Aujourd'hui, GSP Beograd travaille en coopération avec d'autres sociétés privées de transport, en utilisant un système tarifaire uniformisé.
Il existe plusieurs types de billets, que l'on peut acheter par téléphone portable (via SMS ou l'application BeogradPlus), dans les kiosques agréés, ou dans les agences officielles.

## Billetterie et tarification

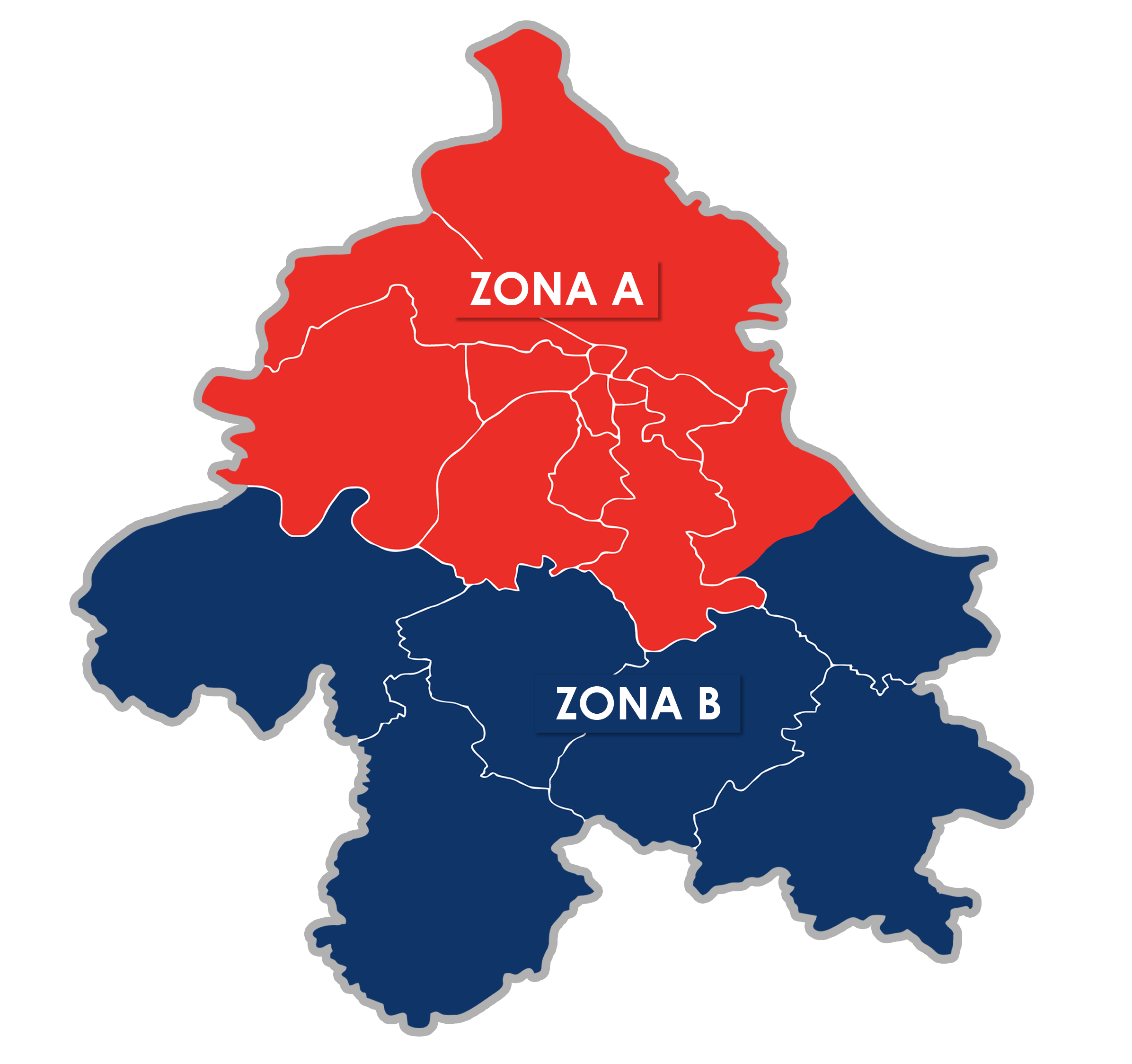
Zones tarifaires (ZONE A et B)

Après l'arrêt du système tarifaire « BusPlus », la ville a repris intégralement la gestion de la vente des billets et de la tarification.
La ville est divisée en deux énormes zones permettent de se déplacer plus facilement.
ZONE A,  couvre tout le centre-ville et périphérie (communes de : Novi Beograd, Zemun, Stari grad, Savski venac, Voždovac, Čukarica, Vračar, Rakovica, Palilula, Zvezdara, Surčin, Grocka - nord de la route 347 Vrčin - Zaklopača)
ZONE B, couvre principalement les communes autour de Belgrade (communes de : Lazarevac, Mladenovac, Obrenovac, Barajevo, Sopot, Grocka - au sud de la route 347 Vrčin - Zaklopača)
Il existe plusieurs types de billets, que l'on peut acheter par téléphone portable (via SMS ou par carte via l'application BeogradPlus), dans les kiosques agréés, ou dans les agences officielles.
- Billet de 90 minutes (ZONE A) - 50 dinars
- Billet de 90 minutes (ZONE B) - 50 dinars
- Bilet de 90 minutes (ZONE C*) - 100 dinars
- Billet 1 jour (ZONE A) - 120 dinars
- Billet 1 jour (ZONE B) - 120 dinars
- Billet 1 jour (ZONE C*) - 150 dinars
- Billet 7 jours (ZONE A) - 800 dinars
- Billet 7 jours (ZONE B) - 800 dinars
- Billet 7 jours (ZONE C*) - 1'000 dinars

*ZONE C est la fusion des zones A et B.
Il existe également des abonnements mensuels et annuels à tarif réduit pour les étudiants, les travailleurs, les seniors, etc.
À noter aussi que le service nocturne (bus de nuit) est gratuit pour tous entre 00h et 04h.

## Lignes
Le réseau de GSP Beograd compte 132 lignes, dont 12 de tramway et 7 de trolleybus. Le service fonctionne en 4h du matin et minuit, avec un système de bus de nuit plus réduit.
GSP s'occupe également des bus de ramassage scolaire et du transport des personnes handicapées.
On estime à un millier les véhicules en circulation les jours ouvrables.

### Tramway

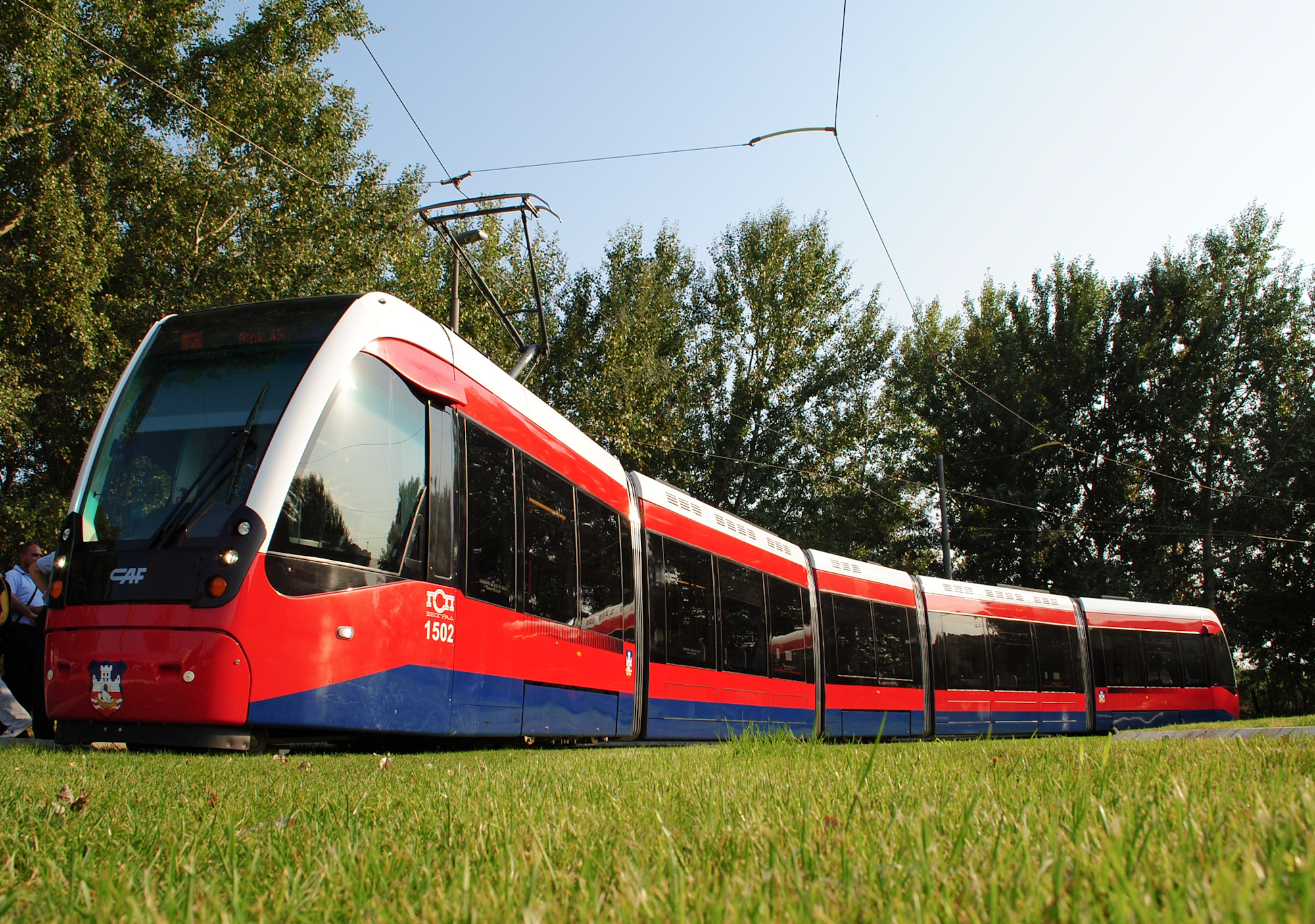
Un tramway dans le Blok 45

Les lignes de tramway du réseau GSP sont les suivantes :
- Ligne 2 : (circulaire) : Port de Belgrade – Vukov spomenik – Port de Belgrade
- Ligne 3 : Tašmajdan - Kneževac  (actuellement hors service)
- Ligne 3L : Tašmajdan - Gare ferroviaire de Topčider (actuellement hors service)
- Ligne 5 : Kalemegdan – Donji grad - Ustanička
- Ligne 6 : Tašmajdan – Ustanička
- Ligne 7 : Ustanička - Blok 45
- Ligne 9 : Banjica - Blok 45
- Ligne 10 : Kalemegdan – Donji grad - Banjica
- Ligne 11 : Kalemegdan - Blok 45
- Ligne 12 : Omladinski stadion - Tašmajdan - Banovo brdo
- Ligne 13 : Blok 45 – Banovo brdo
- Ligne 14 : Ustanička - Banjica

### Trolleybus

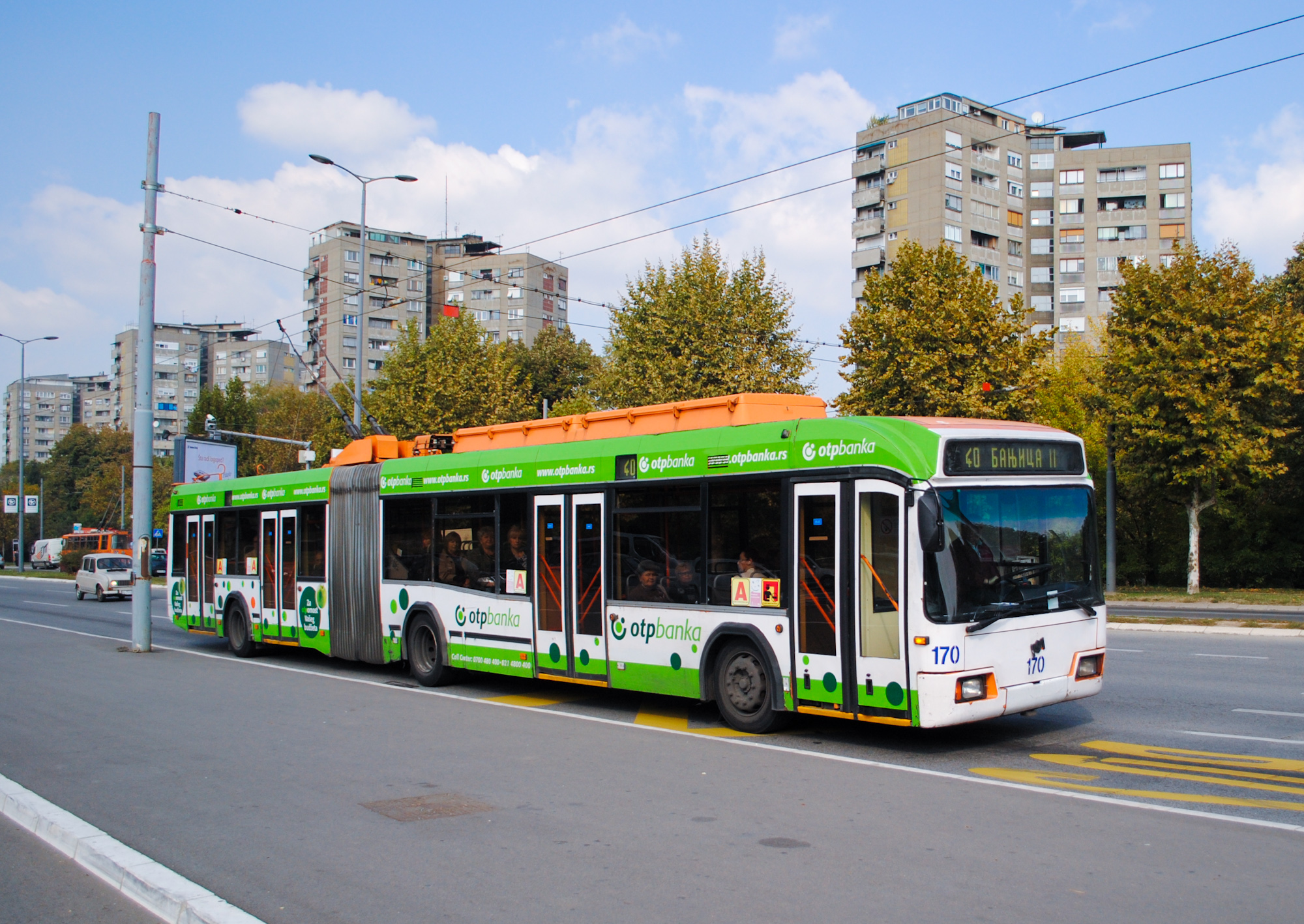
Trolleybus de la ligne 40, en direction de Banjica II

Les lignes de trolley du réseau GSP sont les suivantes :
- Ligne 19 : Trg Slavija - Konjarnik
- Ligne 21 : Trg Slavija - Učiteljsko naselje
- Ligne 22 : Trg Slavija - Kruševačka
- Ligne 28 : Studentski trg - Zvezdara
- Ligne 29 : Studentski trg - Medaković III
- Ligne 40 : Zvezdara - Banjica II
- Ligne 41 : Studentski trg - Zvezdara – Banjica II

### Autobus électrique
Le réseau possède en tout trois lignes électriques tous exploitées par GSP Beograd avec les bus électriques de marque HIGER (a l'exception de la ligne circulaire nommée "Vrabac" exploitée en minibus de marque Guevara).
Ligne EKO1 : Vukov spomenik - Naselje Belvil
Ligne EKO2 : Dorćol /SRC "Milan Gale Muškatirović"/ - Beograd na Vodi
Ligne "Vrabac" (circulaire) : Obilićev Venac - Kneza Mihajla - Kosančićev Venac - Obilićev Venac

### Autobus

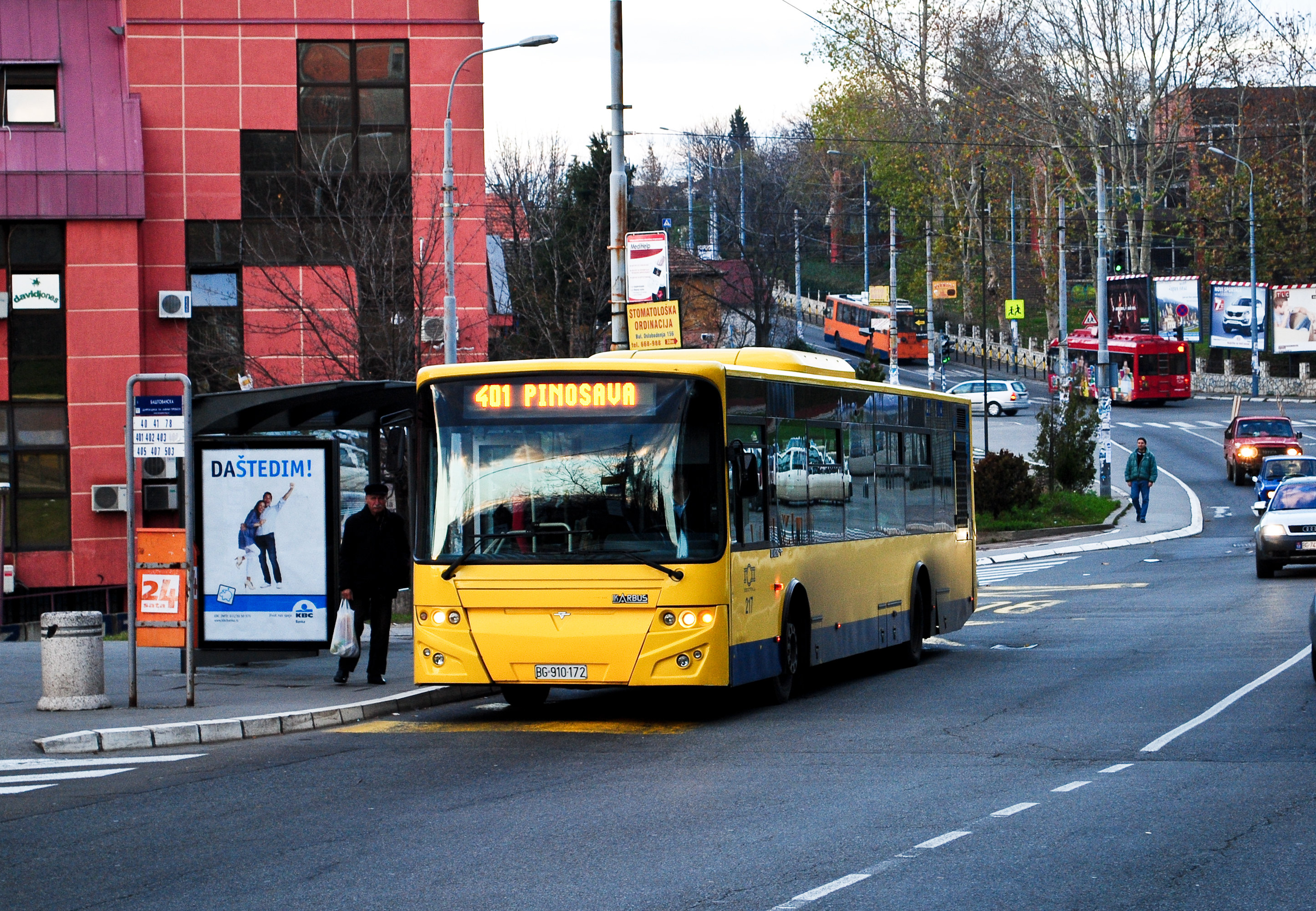
Autobus de la société GSP, direction Pinosava

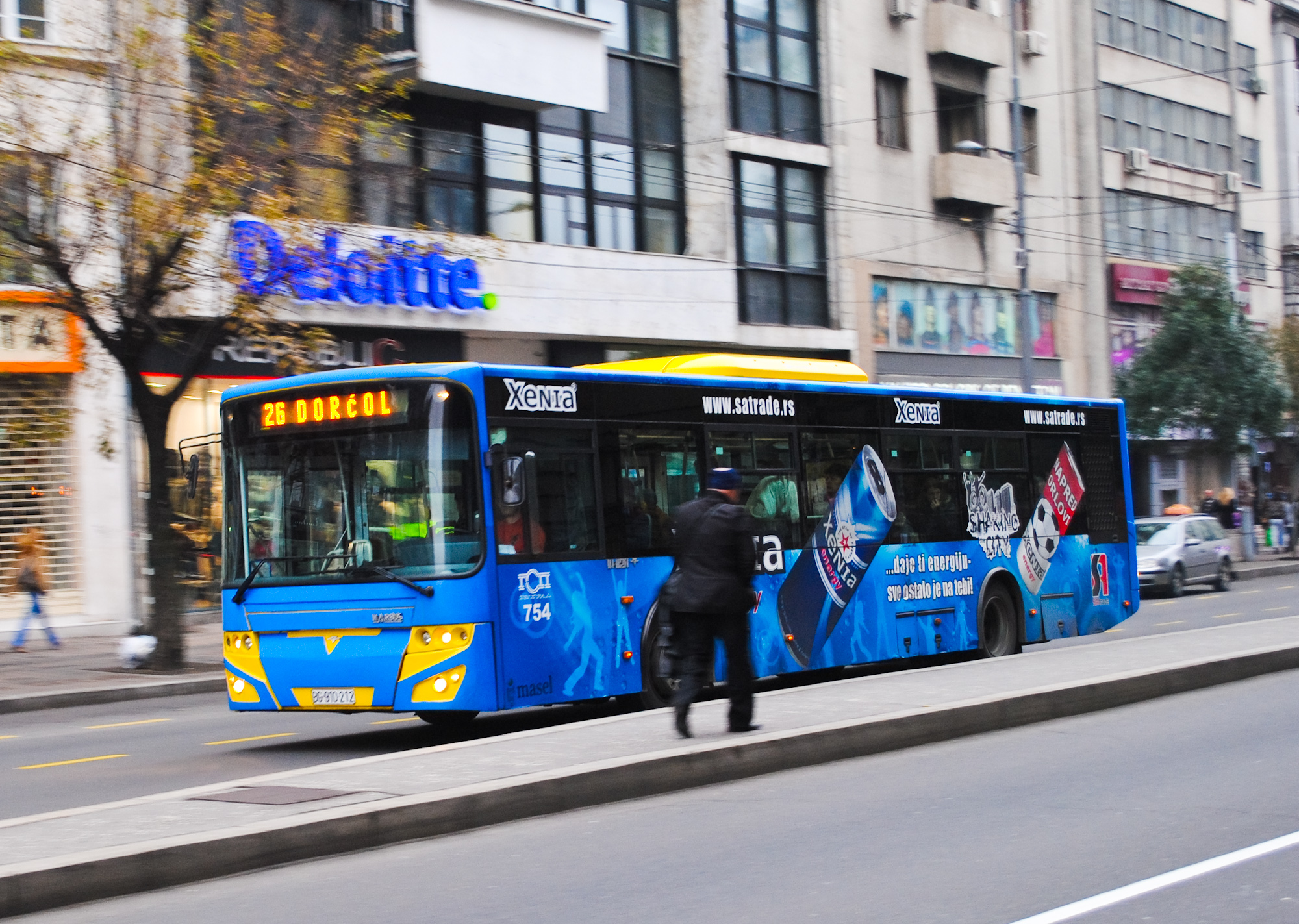
Autobus de la société GSP, direction Dorćol

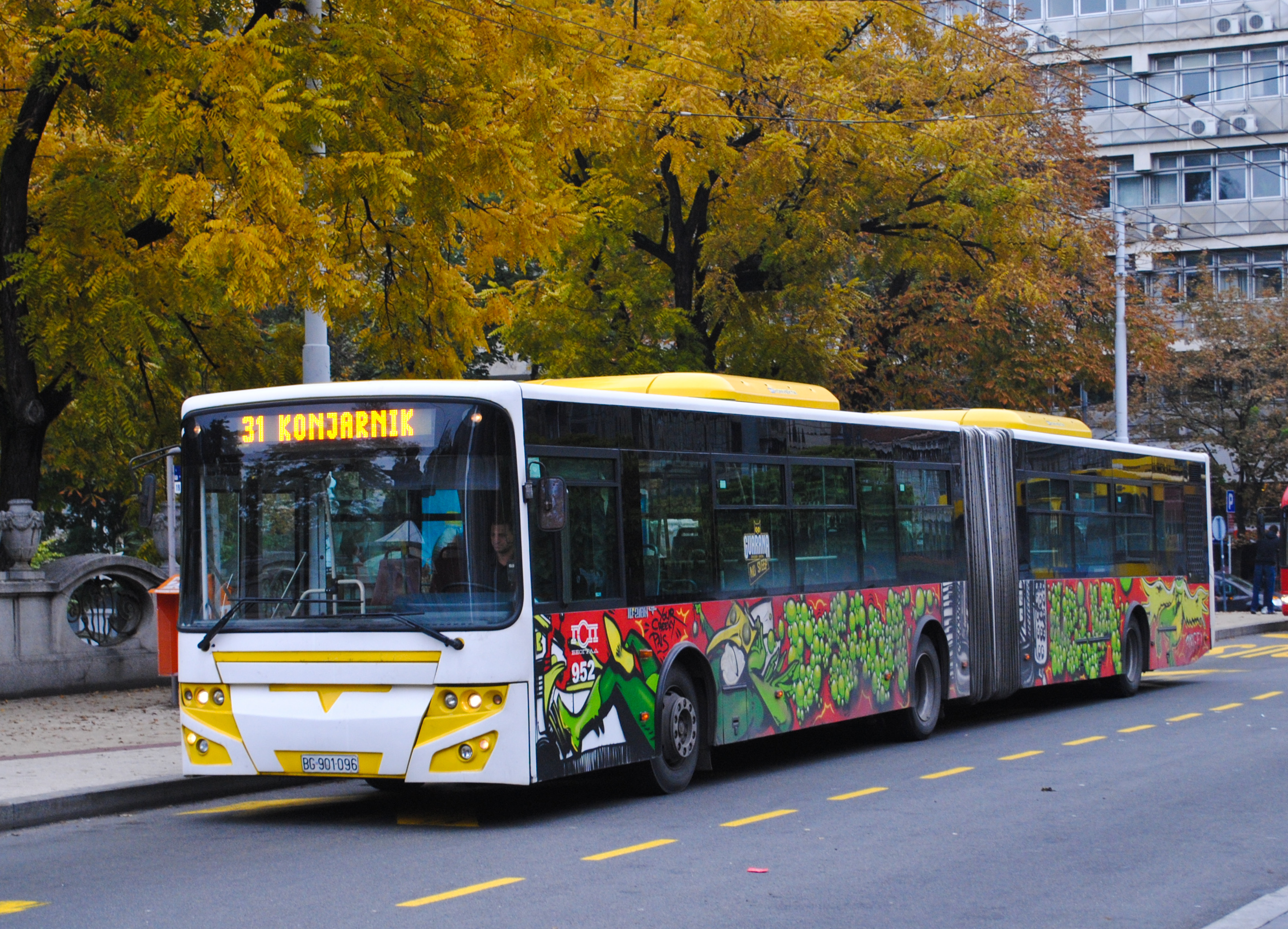
Autobus de la société GSP, direction Konjarnik

Les lignes d'autobus gérées par le réseau GSP sont les suivantes :
- Ligne 16 : Karaburma II - Zemun Novi grad
- Ligne 17 : Konjarnik – Zemun Gornji grad
- Ligne 18 : Medaković III - Zemun Bačka
- Ligne 20 : Mirijevo III - Veliki Mokri Lug
- Ligne 23 : Karaburma II – Vidikovac
- Ligne 24 : Dorćol - Neimar
- Ligne 25 : Karaburma II – Kumodraž II
- Ligne 25P : Mirijevo IV – Kumodraž
- Ligne 26 : Dorćol Dunavska – Braće Jerković
- Ligne 26P : Dorćol Dunavska – Ustanička 2 – Kumodraž III
- Ligne 26L : Medaković III - Braće Jerković II
- Ligne 27 : Trg Republike – Mirijevo III
- Ligne 27E : Trg Republike – Mirijevo IV
- Ligne 30 : Slavija – Medaković II
- Ligne 31 : Studentski trg – Konjarnik
- Ligne 32 : Vukov spomenik – Višnjica
- Ligne 32E : Trg Republike – Višnjica
- Ligne 33 : Gare de Pančevački most – Kumodraž
- Ligne 34L : Gare de Belgrade Centre - Hôpital Dragiša Mišović
- Ligne 35 : Trg Republike – Cimetière de Lešće
- Ligne 35L : Omladinski stadion – Cimetière de Lešće
- Ligne 37 : Gare de Pančevački most – Kneževac
- Ligne 38 : Šumice – Pogon Kosmaj
- Ligne 39 : Slavija – Kumodraž I
- Ligne 42 : Slavija– Banjica – Petlovo brdo
- Ligne 43 : Trg Republike – Kotež
- Ligne 44 : Topčidersko brdo – Viline Vode – Stanica Dunav
- Ligne 45 : Blok 44 – Zemun Novi grad
- Ligne 46 : Gare principale de Belgrade – Mirijevo
- Ligne 47 : Slavija – Gare de Resnik
- Ligne 48 : Gare de Pančevački most – Miljakovac III
- Ligne 49 : Banovo brdo – Pere Velimirovića
- Ligne 50 : Ustanička – Banovo brdo
- Ligne 51 : Gare principale de Belgrade – Bele vode
- Ligne 52 : Zeleni venac – Cerak Vinogradi
- Ligne 53 : Zeleni venac – Vidikovac
- Ligne 54 : Miljakovac I – Železnik – Makiš
- Ligne 55 : Zvezdara – Stari Železnik
- Ligne 56 : Zeleni venac – Petlovo brdo
- Ligne 56L : Zeleni venac – Čukarička Padina
- Ligne 57 : Banovo brdo – Naselje Golf – Banovo brdo
- Ligne 58 : Gare de Pančevački most - Novi Železnik
- Ligne 59 : Slavija – Petlovo brdo
- Ligne 60 : Zeleni venac – Novi Beograd Toplana
- Ligne 65 : Zvezdara II – Novo Bežanijsko groblje
- Ligne 67 : Zeleni venac – Novi Beograd Blok 70a
- Ligne 68 : Zeleni venac – Novi Beograd Blok 70
- Ligne 69 : Petlovo brdo – GO Novi Beograd
- Ligne 71 : Zeleni venac – Ledine
- Ligne 72 : Zeleni venac – Aéroport Nicolas Tesla
- Ligne 73 : Novi Beograd Blok 45 – Gare de Batajnica
- Ligne 74 : Bežanijska kosa - Mirijevo III
- Ligne 75 : Zeleni venac – Bežanijska kosa
- Ligne 76 : Novi Beograd Blok 70a – Hôpital de Bežanijska kosa
- Ligne 77 : Zvezdara – Hôpital de Bežanijska kosa
- Ligne 78 : Banjica II – Zemun Novi grad
- Ligne 79 : Dorćol – Mirijevo IV
- Ligne 81 : Novi Beograd Pohorska – Ugrinovački put – Altina I
- Ligne 81L : Novi Beograd Pohorska – Dobanovački put – Altina I
- Ligne 82 : Zemun Kej oslobođenja – Bežanijsko groblje – Blok 44
- Ligne 83 : Crveni krst – Zemun Bačka
- Ligne 84 : Zeleni venac – Nova Galenika
- Ligne 85 : Petlovo brdo - Jabučki Rit
- Ligne 87 : Čukarička padina – Banovo brdo – Čukarička padina
- Ligne 88 Zemun Kej oslobođenja – Novi Železnik
- Ligne 89 : Vidikovac – Čukarička padina – Novi Beograd Blok 61
- Ligne 91 : Gare principale de Belgrade – Ostružnica Novo naselje
- Ligne 92 : Gare principale de Belgrade – Ostružnica Karaula
- Ligne 94 : Novi Beograd Blok 45 – Miljakovac I
- Ligne 95 : Novi Beograd Blok 45 – Borča III
- Ligne 96 : Trg Republike – Borča III
- Ligne 101 : Omladinski stadion – Padinska skela
- Ligne 102 : Padinska skela – Vrbovski
- Ligne 103 : Jabučki Rit - PKB Kovilovo
- Ligne 104 : Omladinski stadion – Crvenka
- Ligne 105 : Omladinski stadion – Gare d'Ovča
- Ligne 106 : Omladinski stadion – PKB Kovilovo – Štranačka
- Ligne 107 : Padinska skela – Omladinski stadion – Dunavac
- Ligne 108 : Omladinski stadion – Reva
- Ligne 109 : Padinska skela – Čenta
- Ligne 110 : Padinska skela – Široka greda
- Ligne 202 : Omladinski stadion – Veliko Selo
- Ligne 302 : Ustanička – Grocka – Begaljica
- Ligne 303 : Ustanička – Zaklopača
- Ligne 304 : Ustanička – Ritopek
- Ligne 305 : Ustanička – Boleč
- Ligne 306 : Ustanička – Leštane – Bubanj Potok
- Ligne 307 : Ustanička – Vinča
- Ligne 308 : Šumice – Veliki Mokri Lug
- Ligne 309 : Zvezdara Pijaca – Kaluđerica
- Ligne 310 : Šumice – Mali Mokri Lug - Šumice
- Ligne 400 : Voždovac - Mont Avala
- Ligne 401 : Voždovac – Pinosava
- Ligne 402 : Voždovac – Beli Potok
- Ligne 403 : Voždovac – Zuce
- Ligne 405 : Voždovac – Glumčevo Brdo
- Ligne 405L : Glumčevo Brdo - Nenadovac - Glumčevo Brdo
- Ligne 406 : Voždovac – Rakovica selo
- Ligne 407 : Voždovac – Bela Reka
- Ligne 408 : Voždovac – Ralja
- Ligne 503 : Voždovac – Gare de Resnik
- Ligne 504 : Miljakovac III – Gare de Resnik
- Ligne 511 : Gare principale de Belgrade - Sremčica
- Ligne 512 : Banovo brdo – Sremčica
- Ligne 521 : Vidikovac – Železnik
- Ligne 522 : Novi Železnik - Milorada Ćirića - Novi Železnik
- Ligne 531 : Banovo brdo – Rušanj
- Ligne 532 : Banovo brdo – Rušanj Ulica oslobođenja
- Ligne 533 : Banovo brdo – Cimetière d'Orlovača
- Ligne 534 : Cerak vinogradi – Ripanj
- Ligne 551 : Gare principale de Belgrade – Velika Moštanica
- Ligne 552 : Gare principale de Belgrade – Umka
- Ligne 601 : Gare principale de Belgrade – Surčin
- Ligne 602 : Novi Beograd Blok 45 – SRC Surčin
- Ligne 603 : Ledine – Ugrinovci
- Ligne 604 : Novi Beograd Blok 45 – Preka kaldrma
- Ligne 605 : Ledine – Boljevci – Progar
- Ligne 606 : Dobanovci – Grmovac
- Ligne 610 : Zemun Kej oslobođenja – Jakovo
- Ligne 611 : Zemun Kej oslobođenja – Dobanovci
- Ligne 612 : Novi Beograd Pohorska – Nova Galenika
- Ligne 700 : Gare de Batajnica - Batajnica Vojvođanskih brigada - Gare de Batajnica
- Ligne 702 : Gare de Batajnica – Église de Busije
- Ligne 703 : Gare de Batajnica – Ugrinovci
- Ligne 704 : Zeleni venac – Zemun polje
- Ligne 705 : Zemun Kej oslobođenja – 13. maj
- Ligne 706 : Zeleni venac – Batajnica
- Ligne 706E : Zemun Kej oslobođenja – Base aérienne de Batajnica
- Ligne 707 : Zeleni venac – Mala pruga – Zemun polje
- Ligne 708 : Novi Beograd Blok 70a - Plavi horizonti - Zemun polje
- Ligne 709 : Zemun Novi grad – Plavi horizonti - Zemun polje
- Ligne 711 : Novo Bežanijsko groblje – Ugrinovci
- ADA 1 : Trg republike - Vidikovaс
- ADA 2 : Zemun Kej oslobođenja – Ada Ciganlija
- ADA 3 : Konjarnik - Ada Ciganlija
- ADA 4 : Mirijevo - Ada Ciganlijа
- ADA 5 : Bežanijska kosa - Ada Ciganlija